# ファイントゥデイ
株式会社ファイントゥデイ（英語: FineToday Co., Ltd.）は、パーソナルケア商品のマーケティング・販売を手掛けている日本の企業。
本稿では持株会社である株式会社ファイントゥデイホールディングスについても記述する。

## 概要
資生堂グループは長年にわたり、「TSUBAKI」「SENKA」「uno」などの日用品事業を手掛けてきた。しかし、資生堂自体が新型コロナウイルスの影響により化粧品事業における売上が低下した他、パーソナルケア事業においても、同業者間の競争激化により、広告費が高騰するなど経営の重荷となっていた。
資生堂は2021年2月3日に、資生堂、資生堂ジャパン、エフティ資生堂の3社が手掛けているパーソナルケア事業を、7月1日付でファイントゥデイ資生堂へ会社分割により譲渡する事を発表したと同時に、ファイントゥデイ資生堂全株式をOriental Beauty Holdingへ譲渡する事を発表した。
ファイントゥデイ資生堂は2021年7月1日付で、資生堂、資生堂ジャパン、エフティ資生堂からパーソナルケア事業を会社分割により譲受したと同時に、ファイントゥデイ資生堂はOriental Beauty Holdingの子会社となった。資生堂はOriental Beauty Holdingの親会社であるAsian Personal Care Holding株式35%を取得してファイントゥデイ資生堂の経営に参画する。なお、製造は引き続き資生堂久喜工場（埼玉県久喜市）で行う。
2023年1月1日付で、商号（会社名）を「株式会社ファイントゥデイ資生堂」から「株式会社ファイントゥデイ」に変更した。

## 沿革
- 1959年10月：資生堂商事株式会社設立[10]。
- 1990年7月：資生堂商事株式会社を資生堂ファイントイレタリー株式会社へ商号変更[10]。
- 2000年10月：株式会社エフティ資生堂設立[10]。資生堂ファイントイレタリー株式会社を吸収合併し、同時に久喜工場を含むパーソナルケア事業を営業譲渡により、株式会社資生堂から譲り受ける[10]。
- 2003年10月：新設分割により（新）株式会社エフティ資生堂設立[10]。（旧）株式会社エフティ資生堂の事業のうち、生産事業（久喜工場）以外の事業を（新）株式会社エフティ資生堂に承継[10]。生産事業（久喜工場）のみの会社となった旧株式会社エフティ資生堂は、株式会社資生堂に吸収合併[10]。
- 2021年
  - 5月：（旧）株式会社ファイントゥデイ資生堂設立[10]。
  - 7月：株式会社ファイントゥデイ資生堂事業開始、株式会社資生堂および株式会社エフティ資生堂から、吸収分割によりパーソナルケア事業を引き継ぎ事業開始[10]。
  - 10月：株式会社Oriental Beauty Holdingが（旧）株式会社ファイントゥデイ資生堂を吸収合併[11]。同時に株式会社Oriental Beauty Holdingの商号を（新）株式会社ファイントゥデイ資生堂に変更。
- 2023年1月：株式会社ファイントゥデイ資生堂を株式会社ファイントゥデイに商号変更[9]。なお、この時点で株式会社資生堂は、株式会社ファイントゥデイホールディングスの株式の20.1%を保有する。
- 2024年
  - 6月：株式会社資生堂が保有している株式会社ファイントゥデイホールディングス全株式をOriental Beauty Holding （HK） Limitedへ譲渡[2]。
  - 12月：12月17日に株式会社ファイントゥデイホールディングスが東京証券取引所プライム市場に上場する予定であったが[1]、12月2日に上場を取り消すことを発表[12]。

## ブランド一覧
- +t m r[13]
- fino（フィーノ）[13]
- TSUBAKI（ツバキ）[13]
- SUPER MiLD（スーパーマイルド）[13]
- AQUAIR（アクエア）[13]
- MA CHÉRIE（マシェリ）[13]
- 水分ヘアパック[13]
- FRESSY（フレッシィ）[13]
- SENKA（専科）[13]
- uno（ウーノ）[13]
- HADASUI（肌水）：1995年から発売されてきたが、2022年9月にリバイバルされ、大容量の化粧水「スキンローション」が発売された[14]。
- シーブリーズ（SEA BREEZE）[13]
- エージーデオ24（Ag DEO24）[13]
- KUYURA（クユラ）[13]
- ハンド・尿素シリーズ[13]
- ウオーターインリップ[13]
- HG（エイチジー）[13]
- プリペア[13]
- ヤングパル[13]
- ポアンかみそり[13]